# Coelotes undulatus
Coelotes undulatus là một loài nhện trong họ Amaurobiidae.
Loài này thuộc chi Coelotes. Coelotes undulatus được miêu tả năm 1990 bởi Hu & Jia-Fu Wang.